# 莱沙特利耶-沙托米尔
莱沙特利耶-沙托米尔（法語：Les Châtelliers-Châteaumur，法語發音：[le ʃatəlje ʃatomyʁ]）是法国卢瓦尔河地区大区旺代省的一个旧市镇，属于丰特奈勒孔特区。莱沙特利耶-沙托米尔于1825年由原市镇莱沙特利耶（Les Châtelliers）和沙托米尔（Châteaumur）合并而成。2016年1月1日，莱沙特利耶-沙托米尔和相邻的另外3个市镇合并为新市镇塞夫勒蒙（Sèvremont）。

## 地理
莱沙特利耶-沙托米尔（46°51'19"N, 0°49'11"W）面积18.13 平方千米，位于法国卢瓦尔河地区大区旺代省，该省份为法国西部沿海省份，北起大西洋卢瓦尔省和曼恩-卢瓦尔省，西临大西洋，南至滨海夏朗德省，东部及东南部与德塞夫勒省接壤。
与莱沙特利耶-沙托米尔接壤的市镇（或旧市镇、城区）包括：塞夫尔河畔圣阿芒、莱塞佩斯、圣米歇尔蒙梅屈尔、特雷兹旺。
莱沙特利耶-沙托米尔的时区为UTC+01:00、UTC+02:00（夏令时）。

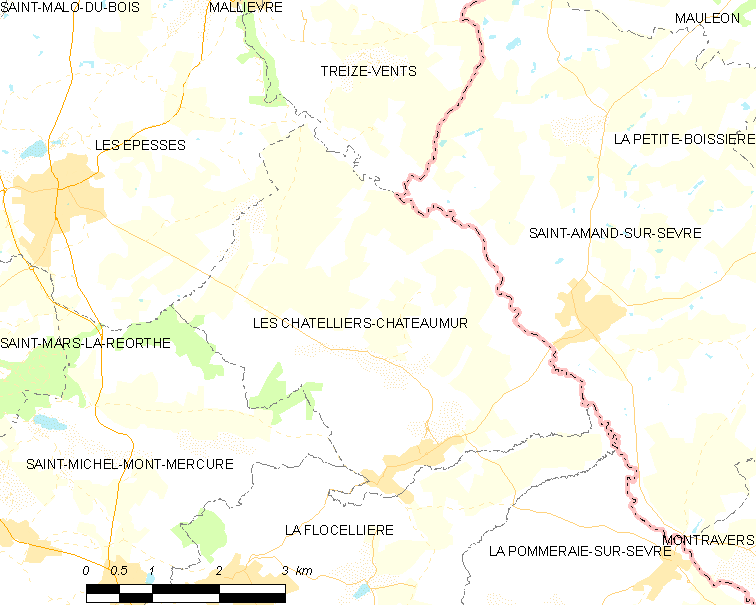
莱沙特利耶-沙托米尔的OSM定位图

## 行政
莱沙特利耶-沙托米尔的邮政编码为85700，INSEE市镇编码为85063。

## 政治
莱沙特利耶-沙托米尔所属的省级选区为莱塞比耶县。

## 人口

1962-2008年间莱沙特利耶-沙托米尔人口变化图示

莱沙特利耶-沙托米尔于2018年1月1日时的人口数量为783人。